# スティーブニッジ
スティーブニッジ（英: Stevenage、[ˈstiːvənɪdʒ]）は、イギリス・ハートフォードシャーにあるタウンかつバラ。ロンドン中心地の北約50kmにあり、南にはウェリン・ガーデン・シティが、北にはレッチワースがある。「スティーヴニジ」「スティーブネッジ」や「スティブネイジ」の他「ステヴォネージ」などと表記されることもある。1946年に、イギリス初のニュータウンとして指定された都市である。

## 歴史

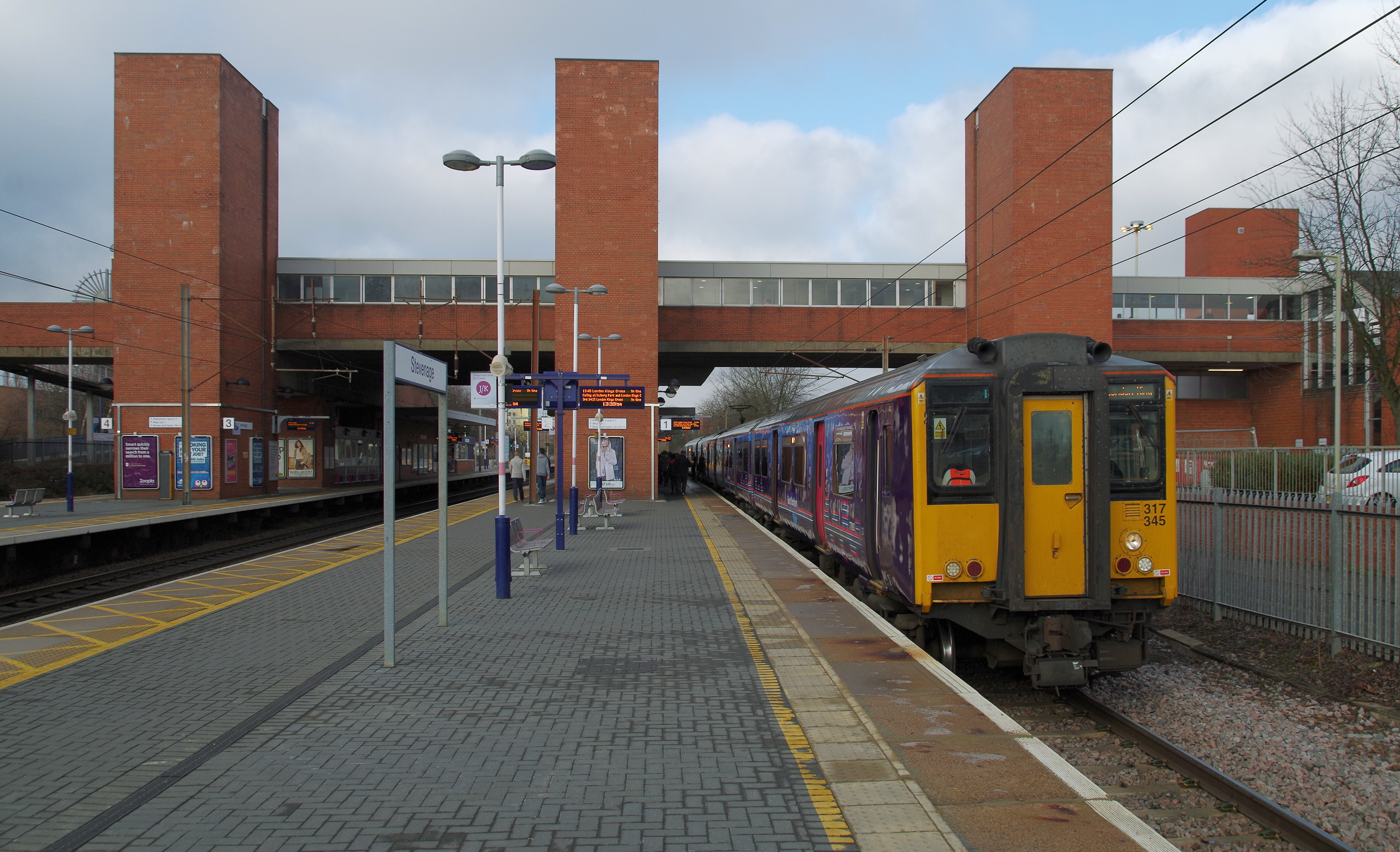
スティーブネッジにある、唯一の駅。

第二次世界大戦後を視野に、パトリック・アバークロンビーによって1944年に大ロンドン計画が作成され、ロンドン周辺にニュータウンを建設し、ロンドンへの過度の人口集中を防ぎ、過密化を抑制する方針が提案された。これに基づき、1946年にニュータウン法が制定され、同年の8月1日に施行されたが、スティーブニッジはその5日後に指定の準備が開始され、11月11日には指定が行われており、1946年に指定された唯一のニュータウンである。
計画人口は6万人であったが、1966年に10万5千人に見直されている。

## 都市構成
タウンセンターにある時計台が町のシンボルとなっている。鉄道の東側に近隣住区を基本に構成された住宅地が広がり、工場は鉄道の西側を中心に建設されている。1959年に、エリザベス二世が、タウンセンター内部にある通りがクイーンウェイ（英：Queensway）と名付けられたことを記念して、スティーブニッジを訪問したことがある。

## 交通
スティーブニッジに行くために使える列車はロンドンのターミナル駅であるキングス・クロス駅で発着する列車のみである。キングス・クロス駅からは列車で25分弱程度で行ける。

## 出身人物
- アシュリー・ヤング - サッカー選手
- アレックス・ペティファー - ファッションモデル
- エド・ウェストウィック - 俳優
- ジャック・ウィルシャー - サッカー選手
- ルイス・ハミルトン - F1ドライバー